# Maude Clarke
Pour les articles homonymes, voir Clarke.
Maude Clarke, née le (7 mai 1892 à Belfast et morte le 17 novembre 1935 à Carnmoney, Antrim) est une historienne britannique,,.

## Biographie
Maude Clarke est née à Belfast le 7 mai 1892. Elle était la seule fille de Richard James Clarke, recteur de l'église de la Trinité, à Belfast, et d'Anne Nugent Clarke (née Jessop). Elle a un frère. La famille déménage à Coole Glebe, Carnmoney, dans le comté d'Antrim en 1903. Elle fréquente l'école à Belfast et son père lui enseigne le latin et le grec à la maison. À partir de 1905, Clarke fait ses études à l'Alexandra College de Dublin et s'inscrit à l'université Queen's de Belfast (QUB) en 1910 en classe d'histoire. Elle obtient la première bourse d'études par l'examen du Lady Margaret Hall, Oxford en 1912. Elle est diplômée avec une majeure en histoire moderne en 1915. C'est à cette époque qu'elle rencontre son amie pour la vie, Helen Waddell (en).

## Carrière académique et activités scientifiques
Elle a rempli la vacance laissée par Maurice Powicke à l'université Queen's de Belfast de 1916 à 1919, puis elle revient à l'université d'Oxford, nommée au Somerville College, d'abord comme assistante d'histoire, puis comme fellow en 1922. Elle est nommée vice-présidente du collège en 1933. Sa première publication, un essai sur le parlement irlandais pendant le règne d'Édouard II, a été lu à la Royal Historical Society, en décembre 1925. Son premier livre, The Medieval City, suit en 1926. A cette époque, elle commence ses recherches sur Richard II, à partir desquelles elle rédige l'article « The Lancastrian Faction and the Wonderful Parliament », lu à l'International Historical Congress à Oslo en 1928.
Maud Clarke publie une édition de la Dielacres Chronicle en 1930, en collaboration avec Vivian Hunter Galbraith, sur la déposition de Richard II. Clarke développe un intérêt pour l'iconographie à ce moment, s'attirant des éloges pour son article sur le diptyque de Wilton en 1931, alors qu'elle étudiait les hautes croix irlandaises. Elle s'associe à Noël Denholm-Young pour travailler sur une édition de la Kirkstall Chronicle et une publication intitulée « Forfeitures and treason in 1388 ». Elle commence ensuite une étude sur le « Modus tenendi parliamentum », qui est considérée comme son œuvre la plus importante, publiée à titre posthume sous le titre Medieval representation and consent en 1936.
Clarke continue son travail malgré un diagnostic de cancer, partageant son temps entre Oxford et des périodes de repos à Carnmoney. Son dernier article est « The origin of impeachment » en 1934. Elle n'a pas pu écrire le volume prévu sur le XIVe siècle de l'Oxford History of England. Elle meurt à Carnmoney le 17 novembre 1935.